# Sant Antoni de Portmany
Sant Antoni de Portmany egy község Spanyolországban, a Baleár-szigeteken. Sant Antoni de Portmany Sant Joan de Labritja, Santa Eulària des Riu, Ibiza és Sant Josep de sa Talaia községekkel határos. Lakosainak száma 28 609 fő (2024).

## Népesség
A település népessége az elmúlt években az alábbi módon változott:
| Lakosok száma | 16 209 | 17 407 | 19 673 | 21 852 | 22 299 | 23 359 | 24 478 | 26 306 | 27 205 | 28 609 |
|               | 2001   | 2004   | 2006   | 2009   | 2011   | 2014   | 2016   | 2019   | 2021   | 2024   |